# Vikram Batra
O capitão Vikram Batra (9 de setembro de 1974 - 7 de julho de 1999) foi um oficial do exército indiano que alcançou valor ao demonstrar bravura sem precedentes na Guerra de Kargil . Ele foi premiado postumamente com o Param Vir Chakra, a mais alta honra de galanteria da Índia.

## Início da vida
Residente em Palampur GL Batra e Kamalakanta Batra tiveram dois gêmeos nascidos em 9 de setembro de 1974, depois de duas filhas. Mãe Kmlkanta Ramcharitmanas profunda reverenciar ambos chamado Luv e Kush. Amor significa Vikram e Kush significa Vishal. Primeira Escola DAV, depois a Escola Central foi admitida em Palampur. Vendo a disciplina do exército devido a ter uma escola no recinto do exército e ouvindo as histórias de patriotismo do pai, o patriotismo prevaleceu desde a época da escola em Vikram. Na escola, Vikram não era apenas o melhor no campo da educação, mas também era um grande jogador de tênis de mesa e participava de eventos culturais. Depois de estudar por até dois anos, Vikram mudou-se para Chandigarh e começou seu Bacharelado em Ciências no DAV College, Chandigarh . Durante esse período, ele foi eleito o melhor cadete da NCC e também participou do Desfile do Dia da República. Ele decidiu se juntar ao exército e começou a se preparar para o CDS (Joint Defense Services Examination). No entanto, Vikram também estava conseguindo um emprego na Marinha Mercante em Hong Kong durante esse período, que foi rejeitado por ele.
Nas palavras de seu pai, Vikram encontrou um objetivo na vida.  Ele encontrou um caminho para um caminho honesto que o leva a seu objetivo - um serviço extraordinariamente alto e supremo.

## Ganhe no pico estreito de 4875
Inspirados por sua extraordinária liderança, seus companheiros mandíbulas atacaram o inimigo para se vingar e capturaram o Ponto 4875, destruindo o inimigo.
O pai do capitão Batra, G.L. Batra diz que o comandante de seu filho, tenente-coronel Y.K. Joshi deu a Vikram o apelido Sher Shah .

## A honra
Dessa maneira, o capitão Vikram Batra realizou seu sacrifício supremo, de acordo com as mais altas tradições do exército indiano, diante do inimigo, exibindo um valor pessoal e uma liderança muito destacados.
Por essa coragem e coragem indomáveis, o capitão Vikram Batra recebeu póstumo o Param Vir Chakra pelo governo da Índia em 15 de agosto de 1999, que entrou em vigor a partir de 7 de julho de 1999.